# André Dierickx
André Dierickx (Oudenaarde, 29 oktober 1947) is een voormalig Belgisch wielrenner die beroepsrenner was tussen 1969 en 1981. Hij was een allrounder die ook kon winnen in kleinere rittenkoersen. Hij won tweemaal de Waalse Pijl.
Dierickx groeide op in Nederename en begon op 13- of 14-jarige leeftijd met fietsen.

## Belangrijkste overwinningen
1970
- GP Pino Cerami
- Nokere Koerse
- Gullegem Koerse
- Omloop der Vlaamse Gewesten
- GP Dr. Eugeen Roggeman – Stekene

1971
- Ronde van de Oise
- GP Denain
- Ronde van Luxemburg
- Omloop van het Houtland

1972
- 4e etappe deel A Parijs-Nice
- 1e etappe Ronde van België

1973
- Kampioenschap van Zürich
- Waalse Pijl
- GP Dr. Eugeen Roggeman – Stekene

1974
- GP Stad Zottegem - Dr. Tistaertprijs
- GP Fayt-le-Franc
- Sint-Elooisprijs

1975
- Waalse Pijl
- GP Gippingen
- GP van Wallonië
- 1e etappe Ronde van Indre en Loire

1976
- GP Union Dortmund
- GP Zele

1977
- 1e etappe Ster van Bessèges
- Leeuwse Pijl

1978
- Eindklassement Ronde van België

1981
- GP Briek Schotte

## Resultaten in voornaamste wedstrijden
| Jaar | Ronde van Italië | Ronde van Frankrijk | Ronde van Spanje |
| ---- | ---------------- | ------------------- | ---------------- |
| 1970 |                  |                     |                  |
| 1971 |                  |                     |                  |
| 1972 |                  | buiten tijd         |                  |
| 1973 | 40e              |                     |                  |
| 1974 |                  | 55e                 |                  |
| 1975 |                  | opgave              |                  |
| 1976 |                  |                     |                  |
| 1977 |                  |                     |                  |
| 1978 |                  |                     |                  |
| 1979 |                  |                     |                  |
| 1980 |                  |                     |                  |
| 1981 |                  |                     |                  |

| Jaar | Milaan-San Remo | Gent-Wevelgem | Ronde van Vlaanderen | Parijs-Roubaix | Amstel Gold Race | Luik-Bast.‑Luik | Ronde van Lombardije | Waalse Pijl | Parijs-Brussel | Omloop Het Volk |  | WK op de weg |  | Wereldranglijsten |
| ---- | --------------- | ------------- | -------------------- | -------------- | ---------------- | --------------- | -------------------- | ----------- | -------------- | --------------- |  | ------------ |  | ----------------- |
| 1970 | 59e             |               | 16e                  | 4e             | ↑                |                 |                      | 9e          |                | Brons           |  |              |  |                   |
| 1971 | 12e             |               |                      |                |                  |                 |                      |             |                | 29e             |  | 42e          |  |                   |
| 1972 | 8e              |               | ↑                    | ↑              | 6e               |                 |                      |             |                | Zilver          |  | opgave       |  | 10e (SPP)         |
| 1973 | 51e             |               |                      |                |                  |                 | 5e                   | Goud        | 11e            | 11e             |  |              |  |                   |
| 1974 | 26e             |               |                      | 6e             |                  | 17e             |                      | 9e          | 4e             | 21e             |  |              |  |                   |
| 1975 | 47e             | 7e            | 15e                  | ↑              | 4e               | 5e              |                      | ↑           | Brons          | 7e              |  | 20e          |  | 13e (SPP)         |
| 1976 |                 | 9e            | 10e                  |                |                  | 15e             | 19e                  | 8e          | 16e            | 16e             |  |              |  |                   |
| 1977 | 115e            | 6e            |                      | 18e            | 29e              | ↑               |                      | 15e         | 5e             | 21e             |  |              |  | 26e (SPP)         |
| 1978 | 14e             |               |                      |                | 15e              |                 |                      | 24e         | 6e             | 4e              |  | 9e           |  |                   |
| 1979 |                 | 25e           | 25e                  |                |                  |                 |                      | 45e         | Zilver         |                 |  |              |  |                   |
| 1980 | 85e             |               |                      |                |                  |                 |                      |             |                |                 |  |              |  |                   |
| 1981 |                 |               | 30e                  |                |                  |                 |                      |             |                |                 |  |              |  |                   |

## Ploegen
- 1969 - Peugeot-BP-Michelin
- 1970 - Flandria-Mars
- 1971 - Watneys-Avia
- 1972 - Flandria-Beaulieu
- 1973 - Flandria-Carpenter
- 1974 - Flandria-Carpenter
- 1975 - Rokado
- 1976 - Maes-Rokado
- 1977 - Maes-Mini Flat
- 1978 - IJsboerke-Gios
- 1980 - IJsboerke-Warncke
- 1981 - Safir-Galli-Ludo

## Fotogalerij

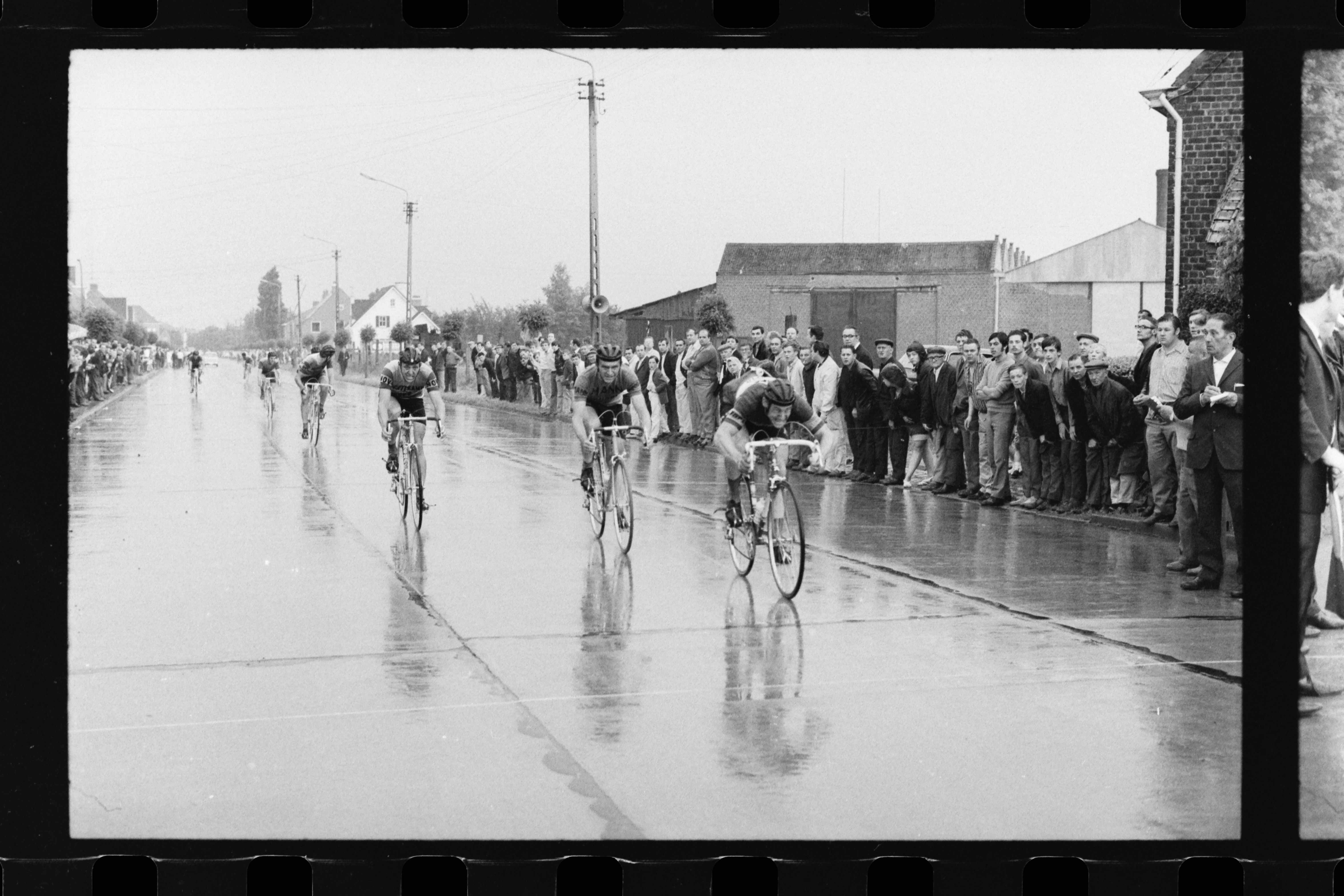
André Dierickx behaalt de overwinning in Gullegem Koerse 1970.
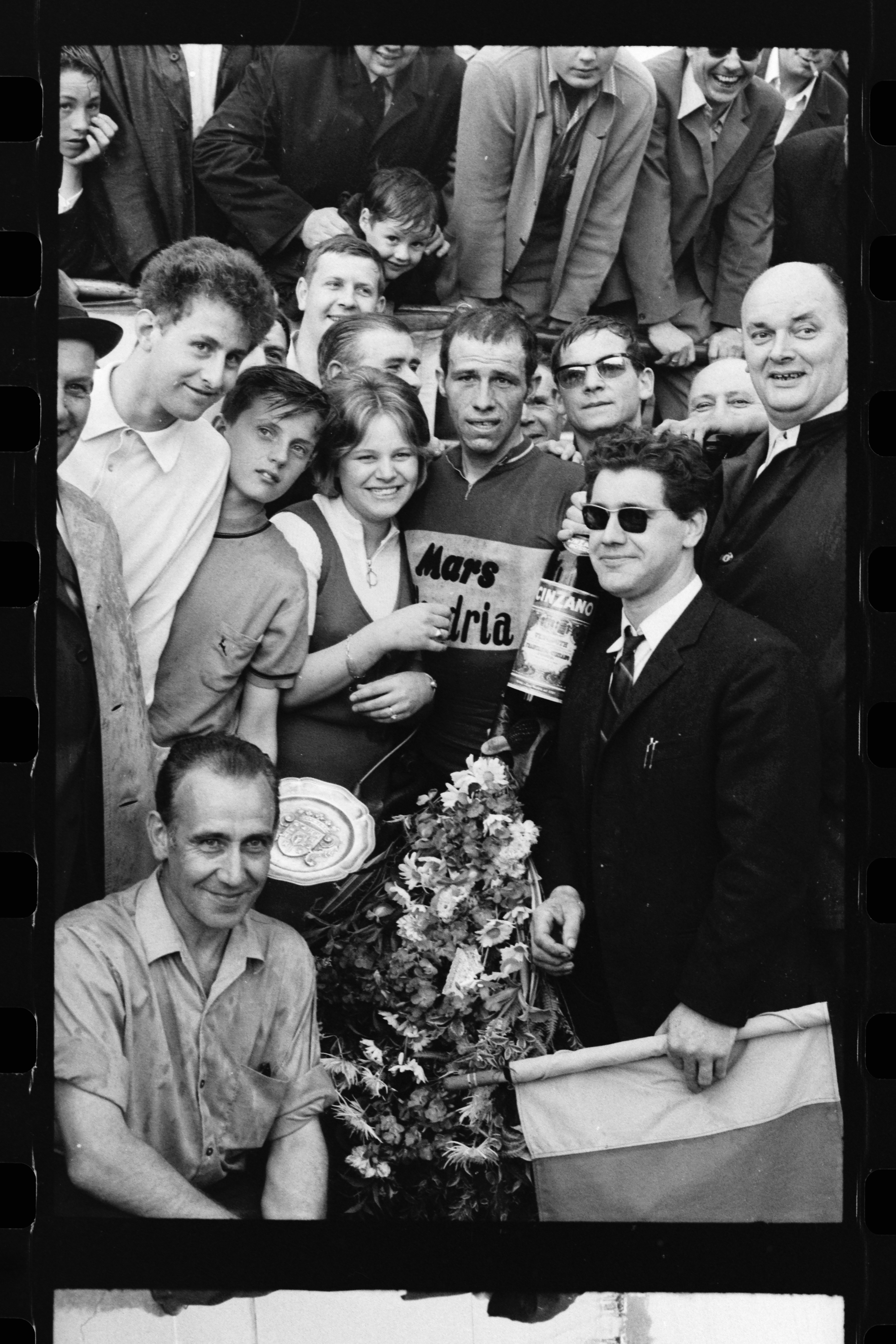
André Dierickx met de zegebloemen na zijn overwinning in Gullegem Koerse 1970.
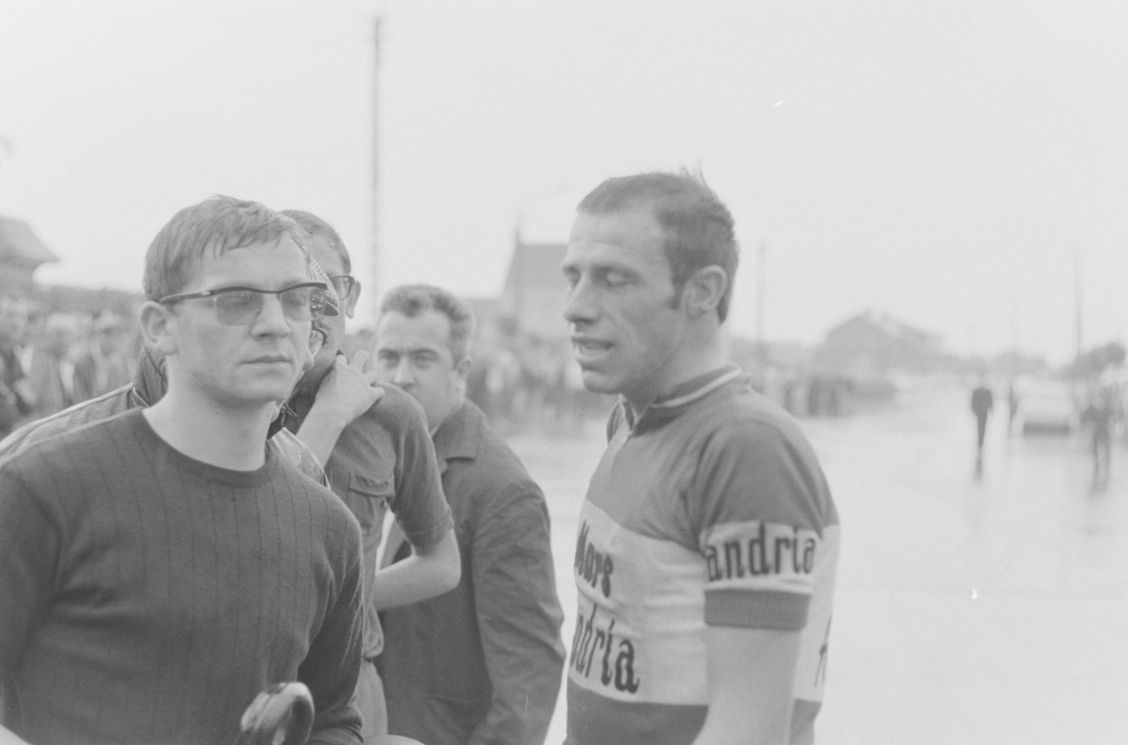
André Dierickx na zijn deelname aan Gullegem Koerse 1970.
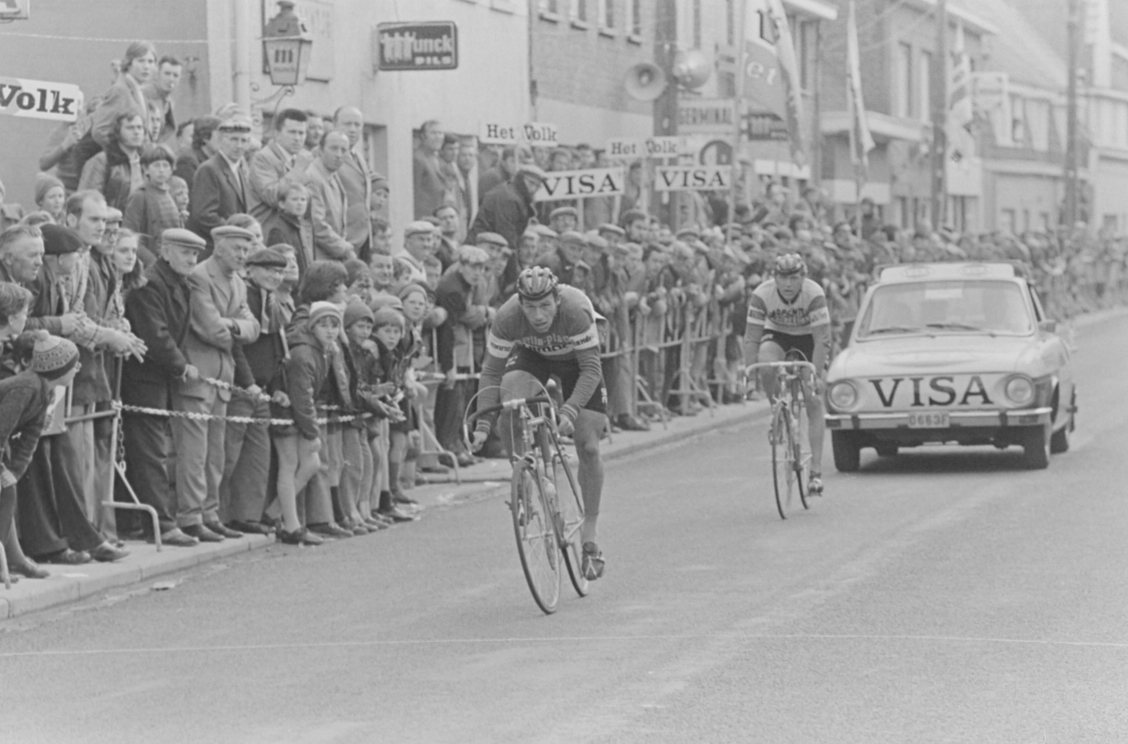
André spurt na de overwinning in de Sint-Elooisprijs in Ruddervoorde.
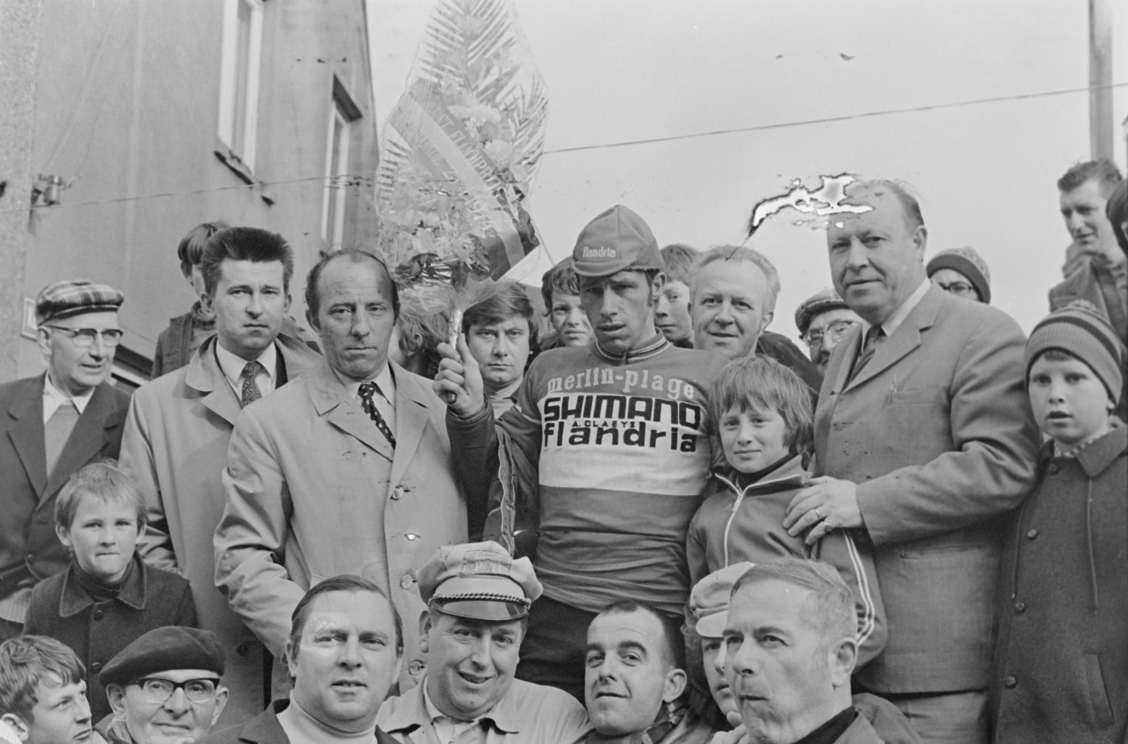
André poseert na zijn overwinning in de Sint-Elooisprijs in Ruddervoorde.